# Публий Муций Сцевола (консул 175 года до н. э.)
Пу́блий Му́ций Сце́вола (лат. Publius Mucius Scaevola; умер после 169 года до н. э.) — древнеримский политический деятель и военачальник из плебейского рода Муциев, консул 175 года до н. э. Во время консулата воевал с лигурами, в 169 году до н. э. неудачно претендовал на должность цензора.

## Происхождение
Публий Муций принадлежал к недавно возвысившемуся плебейскому роду Муциев. Поздние генеалогии связывали семью с легендарным Гаем Муцием Кордом, который сжёг свою правую руку перед Порсенной и получил прозвище «Левша» (лат. Scaevola), но исследователи считают это вымыслом. Первое упоминание Сцевол в источниках относится к 215 году до н. э., когда Квинт Муций Сцевола стал претором. Публий Муций был его старшим сыном и первым консулом в роду (преномен он получил от деда). Братом Публия был Квинт Муций Сцевола, консул 174 года до н. э..

## Биография
Семью Муциев связывал политический союз с влиятельным плебейским родом Фульвиев Флакков, сыгравший важную роль в карьере Публия. Предположительно благодаря поддержке Фульвиев и Публий, и его брат Квинт получили претуру на 179 год до н. э.; консулами тогда были Квинт Фульвий Флакк и его брат Луций Манлий Ацидин Фульвиан. Публию достался наиболее почётный пост городского претора (praetor urbanus). Кроме того, сенат поручил ему следствие по делу об отравлениях в Риме и на десять миль вокруг. В этом деле был замешан ещё один Квинт Фульвий Флакк, консул-суффект предыдущего года, так что Фульвиям нужно было поставить во главе расследования своего человека.
В 175 году до н. э. Публий Муций стал консулом совместно с патрицием Марком Эмилием Лепидом (последний занимал этот пост во второй раз). Консулы совместно выступили против лигуров, разграбивших города Луна и Пиза. Об этой войне известно немногое, так как большая часть рассказа Ливия была утеряна; источники сообщают, что римляне одержали победу и что сенат по этому случаю назначил благодарственное молебствие. По возвращении в Рим Сцевола и Лепид отпраздновали триумф. В конце года Публий Муций руководил очередными выборами магистратов и позаботился о том, чтобы консулом был избран его брат. В следующий раз он упоминается в источниках в связи с событиями 170 года до н. э.: под сенатским постановлением, адресованном городу Фисба в Беотии, Сцевола подписался первым, что говорит о его статусе старшего и самого влиятельного сенатора.
В 169 году до н. э. Сцевола выдвинул свою кандидатуру в цензоры, но проиграл выборы другому консуляру-плебею — Тиберию Семпронию Гракху. После этого он уже не упоминается в источниках.

## Потомки
У Публия Муция было двое сыновей. Первый, носивший то же имя, был консулом в 133 году до н. э. Второй был усыновлён одним из Лициниев и после этого получил имя Публий Лициний Красс Муциан.